# جوليا مينينديث
جوليا مينينديث (بالإسبانية: Julia Menéndez)‏ هي لاعب هوكي الحقل إسبانية، ولدت في 1 أغسطس 1985 في برشلونة في إسبانيا.

## وصلات خارجية
- جوليا مينينديث على موقع الاتحاد الدولي للهوكي (الإنجليزية)
- جوليا مينينديث على موقع اللجنة الأولمبية الدولية (الإنجليزية)
- جوليا مينينديث على موقع أوليمبيديا (الإنجليزية)